# Serafin (Biełonożko)
Serafin, białorus. Серафім – Sierafim; ros. Серафим – Sierafim, imię świeckie: białorus. Аляксей Дзмітрыевіч Беланожка – Alaksiej Dzmitryjewicz Białanożka; ros. Алексей Дмитриевич Белоножко – Aleksiej Dmitrijewicz Biełonożko (ur. 5 września 1973 w Swierdłowsku) – biskup Egzarchatu Białoruskiego.

## Życiorys
Urodził się w rodzinie wojskowego. W wieku trzynastu lat razem z całą rodziną przeprowadził się do Bobrujska. W 1994 ukończył seminarium duchowne w Mińsku. Edukację teologiczną kontynuował w Grecji, na Uniwersytecie im. Arystotelesa w Salonikach, który w 1999 ukończył z wyróżnieniem. Następnie przez rok studiował teologię w Tybindze. W 2001 uzyskał tytuł kandydata nauk teologicznych w Mińskiej Akademii Duchownej. Rok wcześniej został zatrudniony jako wykładowca Nowego Testamentu w seminarium duchownym w tym samym mieście. Od 2000 do 2004 wykładał w katedrze teologii i historii Kościoła prawosławnego na wydziale teologicznym Europejskiego Uniwersytetu Humanistycznego w Mińsku, zaś od 2001 – pracownik katedry bizantynistyki Moskiewskiej Akademii Duchownej.
10 września 2003 w monasterze Zaśnięcia Matki Bożej w Żyrowiczach złożył wieczyste śluby mnisze przed metropolitą mińskim i słuckim Filaretem, przyjmując imię Serafin na cześć św. Serafina z Sarowa. 24 października tego samego roku został wyświęcony na hierodiakona, zaś 14 grudnia – na hieromnicha.
W 2004 został prorektorem instytutu teologicznego na Uniwersytecie Białoruskim, gdzie wykładał biblistykę oraz różne dyscypliny teologii praktycznej.
27 marca 2007 otrzymał nominację do objęcia katedry bobrujskiej i bychowskiej. W związku z tym 1 kwietnia 2007 otrzymał godność archimandryty. Uroczysta chirotonia biskupia miała miejsce 22 kwietnia 2007 w soborze Świętego Ducha w Mińsku.